# سلطنت مهره
سلطنت مهره یک پادشاهی تاریخی در جنوب شبه جزیره عربستان بود که توسط مردم مهری اداره می شد. این پادشاهی در منطقه ای که امروزه استان المهره در یمن و بخشی از عمان را شامل می شود، قرار داشت. سلطنت مهره در طول تاریخ خود با پادشاهی های دیگر از جمله سبا و حمیر تعامل داشت و نقش مهمی در منطقه ایفا می کرد.

## مردم
سلطنت مهره توسط قبیله مهری اداره می شد. این قبیله هنوز هم در این منطقه و همچنین در مناطق دیگر عربستان و حتی شمال آفریقا و اندلس یافت می شوند

## زبان
زبان مهری، یک زبان سامی جنوبی، زبان اصلی مردم مهره بود .